# Huyền thoại Lý Tiểu Long
Huyền thoại Lý Tiểu Long hay Legend of Bruce Lee là bộ phim truyền hình võ thuật Trung Quốc được hoàn thành vào năm 2008 dựa trên câu chuyện có thật về cuộc đời của Lý Tiểu Long. Bộ phim 50 tập này đã được sản xuất và phát sóng bởi CCTV và bắt đầu phát sóng vào ngày 12 tháng 10 năm 2008. Phim có sự tham gia của diễn viên Hồng Kông Trần Quốc Khôn trong vai Lý Tiểu Long và nữ diễn viên người Mỹ Michelle Lang trong vai vợ của Lý Tiểu Long, Linda Lee Cadwell. Giai đoạn sản xuất kéo dài 9 tháng, với việc quay phim diễn ra tại Trung Quốc, Hồng Kông, Ma Cao, Hoa Kỳ, Ý và Thái Lan, với ngân sách là 50 triệu nhân dân tệ (7,3 triệu đô la Mỹ).
Con gái của Lý Tiểu Long là Lý Hương Ngưng, được coi là giám đốc sản xuất của bộ phim. Một số diễn viên khác như Mark Dacascos, Ray Park, Gary Daniels, Ernest Miller và Michael Jai White được đóng vai trò như các võ sĩ nổi bật trong suốt cuộc đời và sự nghiệp của Lý Tiểu Long.
Huyền thoại Lý Tiểu Long đã có sự gia tăng lượng khán giả kể từ khi ra mắt vào năm 2008. 14 tập đầu tiên đã phá vỡ kỷ lục xem tại Trung Quốc do Chuang Guan Dong. Theo cuộc khảo sát CSM tổ chức vào ngày 26 tháng 10 năm 2008, 30 tập đầu tiên của bộ phim đã nhận được xếp hạng người xem trên 10,35%. Tập cuối kết thúc đạt tỷ suất người xem 14,87%, phá vỡ kỷ lục cao nhất mọi thời đại của CCTV năm 2010

## Nội dung

### Phần 1: Những năm học trung học ở Hồng Kông
Bruce Lee (Lý Tiểu Long) là một học sinh trung học trong một trường học với hầu hết là sinh viên Anh, sinh viên Trung Quốc như anh ta thuộc thiểu số. Lý Tiểu Long cảm thấy rằng có một sự phân biệt đối với chủng tộc của anh ta trong trường, điều khiến anh ta nổi trội hơn để chứng minh rằng người dân Trung Quốc cũng có năng lực và tài năng. Cùng với người bạn thời thơ ấu của mình là Tần Tiểu Mãn, Lý Tiểu Long tham gia vào cuộc thi Cha-Cha và chiến thắng, phần lớn trở ngại là do sự phiền toái của người bạn học Anh Blair Lewis. Sự cạnh tranh này, ngoại trừ sự phân biệt của Blair đối với người Trung Quốc, tạo ra sự căng thẳng giữa hai người, dẫn đến một số trận đánh nhau. Cuộc cạnh tranh gay gắt của họ trở nên trầm trọng hơn khi Bruce gia nhập đội boxing của trường, người mà anh hùng quyền Anh là Blair. Cả hai cùng tham gia vào cuộc thi đấu boxing trường, và Blair thua Bruce. Blair sau đó nhận ra rằng không giống như anh ta nghĩ, Bruce đã có một cơ hội tốt để giành chức vô địch quyền Anh. Anh quyết định giúp đỡ Bruce bằng cách dạy anh về nhà vô địch boxing ba lần David Cafeld. Điều này đánh dấu sự kết thúc sự thù hận giữa hai người và sự bắt đầu của một tình bạn mà họ duy trì trong nhiều năm sau đó.
Những cuộc cãi lộn trước đây của Lý Tiểu Long với Blair làm cho anh ta muốn học võ thuật. Anh ấy nói chuyện với chú của mình về điều này, và chú Shao miễn cưỡng lúc đầu nhưng lại muốn dạy Bruce một số kỹ thuật chiến đấu. Shao cũng thuyết phục bố mẹ của Bruce để Bruce được dạy võ bởi một thầy kung fu.
Bruce gặp Yellow Brat, một đầy tớ và là sinh viên của Trung tâm Kung Fu của Vương Vận Sanh, người mà anh ta đã giao chiến và thất bại. Cha của Lý Tiểu Long đã giúp anh được nhận vào học viện Vịnh Xuân Quyền của Diệp Đại sư và Bruce bắt đầu luyện tập với sư phụ Diệp Vấn. Trong giải vô địch quyền anh, Bruce áp dụng các kỹ thuật Vịnh Xuân mà anh đã học được từ Diệp Đại sư và đánh bại David Cafeld.
Sau khi thông thạo võ thuật, Bruce sử dụng kỹ năng của mình để bảo vệ các doanh nhân ở khu phố của mình khỏi sự tống tiền từ băng đảng của Vương Lực Triều. Điều này khiến Vương Lực Triều tức giận, và ông ra lệnh cho A Lương giết Bruce. A Lương tông vào chiếc xe đạp của Bruce với một chiếc xe máy. Bruce sống sót sau tai nạn nhưng đi vào tình trạng hôn mê. Sự cố này khiến cha mẹ Bruce nghĩ tới việc gửi anh ta tới Mỹ khi nhận ra rằng ở lại Hồng Kông sẽ nguy hiểm với Bruce . Sợ rằng tại nạn mà đàn em gây ra cho Lý Tiểu Long sẽ ảnh hưởng đến băng đảng của mình, Vương Lực Triều ra lệnh Yellow Brat giết A Lương. Trong khi đó, Bruce đi Mỹ với Bác Shao.

### Phần hai: Thời thanh niên sau này ở Mỹ
Bruce dành vài tuần đầu sống tại nhà của Bác Shao ở Seattle. Bác Shao nói với Bruce rằng anh ta phải rời khỏi Bác Shao và có cuộc sống tốt đẹp hơn. Bruce buộc tội Bác Shao thoát khỏi anh ta, nhưng anh ta làm như Bác Shao nói và bỏ đi. Anh gặp Jesse, người lái xe taxi người Mỹ gốc Phi, đã lừa đảo Bruce bằng tiền, nhưng sau đó trở thành một người bạn và người trung thành sau khi Bruce cứu anh ta khỏi một số tên côn đồ. Bruce đến quán của cô Ruby, một người Trung Quốc và một người bạn của Bác Shao. Cô Ruby cho phép Bruce sống trong tầng hầm của nhà hàng của cô, và tuyển dụng anh làm người trợ giúp và rửa chén đĩa. Sau đó anh ta bỏ công việc của mình để đi học. Anh học tại trường kỹ thuật Edison, và với sự trợ giúp của Jesse, anh có thể thuê một căn phòng nhỏ và nhận giấy tờ. Ở trường, anh gặp Arroyo, và cả hai đều có mối quan hệ lãng mạn ngắn ngủi. Trong chương trình học của mình, Bruce thách thức đội karate với Kung Fu Trung Quốc của mình. Anh ta giận các đội karate, và họ thách thức anh ta đến một trận chiến chính thức. Bruce đồng ý đấu tranh, nhưng chỉ khi Sư phụ Kimura, chuyên gia karate của Seattle, sẽ là người chống lại ông và nếu các phóng viên sẽ trình bày sự kiện này. Kimura đồng ý với điều này. Anh và Bruce chiến đấu, và Bruce đánh bại anh ta trong mười một giây đáng kinh ngạc. Điều này làm cho Kimura đặt câu hỏi về niềm tin của mình về võ thuật và bị cuốn hút bởi Kung Fu của Lý Tiểu Long và anh ấy yêu cầu được dạy thêm về nó. Bruce từ chối, nhưng sự kiên trì của Kimura sớm làm anh ta thất vọng và Bruce miễn cưỡng chấp nhận Kimura làm sinh viên của mình. Hành động này của Kimura làm cho cộng đồng Karate tức giận. Anh ta từ chối bỏ học từ Bruce, và anh ta nhanh chóng bị bỏ rơi. Kimura trở thành một trong những người bạn thân nhất của Bruce, và họ cũng duy trì quan hệ giữa sinh viên và giáo viên trong nhiều năm. Bruce sớm chia sẻ với Kimura bí mật của Kung Fu của mình, mà thực ra là một hỗn hợp của các kỹ thuật từ Vịnh Xuân Quyền, Boxing, và thậm chí từ cha-cha. Phong cách đặc biệt của Bruce bắt nguồn từ niềm tin của ông rằng võ thuật nên được thiết thực và có thể sử dụng trong chiến đấu thực tế. Do đó anh ta thường xuyên phải di chuyển từ một phong cách cụ thể và thích nghi chúng với riêng mình.

### Phần ba: Những năm học đại học và mở một trường dạy Kung Fu
Bruce đi thi đầu vào tại Đại học Washington. Không biết phải làm gì, anh ta xin lời khuyên của giáo sư Kane. Sau một cuộc thảo luận dài, Bruce quyết định chọn triết học. Bruce sau đó đã áp dụng nhiều thứ mà anh ấy học ở trường vào võ thuật của mình. Ông có một sự quan tâm đặc biệt trong triết học của Yin Yang. Anh ấy cũng bắt đầu dạy Kung Fu miễn phí cho bạn học của mình.
Kimura nói chuyện với anh ta về việc mở một trường Kung Fu Trung Quốc. Bruce thú nhận rằng mặc dù ước mơ của anh ta là mở một võ đường, nhưng anh ta không đủ khả năng. Kimura sau đó tình nguyện bán quán rượu của mình và sử dụng tiền để giúp Bruce, nhưng Bruce từ chối, nói rằng anh ta không muốn mắc nợ Kimura theo cách đó. Kimura bán quán rượu. Lúc đầu Bruce tức giận, nhưng nhanh chóng chấp nhận sự giúp đỡ của Kimura, và hứa sẽ trả ơn anh ta một ngày nào đó.
Arroyo yêu cầu Bruce đến Philippines với cô, nơi họ có thể chia sẻ một cuộc sống thoải mái cùng nhau. Bruce nói với cô rằng anh không muốn rời khỏi nước Mỹ vì ước mơ trở thành một bậc thầy về triết học và Kung Fu. Arroyo thể hiện sự không thích của mình đối với Kung Fu. Bruce chia tay với cô, biết rằng cô sẽ không bao giờ hiểu được niềm đam mê của mình. Anh ta gặp Linda Emery. Hai người hẹn hò, và Bruce nói với Linda về những giấc mơ của mình. Cô bắt đầu chia sẻ sự nhiệt tình của mình với Kung Fu và thậm chí bắt đầu học Kung Fu từ Bruce.
Kimura và Bruce thuê tầng hầm của trường Kung Fu, nhưng Linda khuyên họ nên trì hoãn việc mở cửa để tham dự Liên hoan Văn hoá Á Châu, một sự kiện mà cô tin rằng sẽ là một cách tốt để thúc đẩy việc mở trường. Bruce đồng ý với điều này. Sự quảng bá của họ đã được thực hiện tốt cho đến khi Bruce bị thách thức và bị đánh bại bởi Yamamoto, một bậc thầy karate 6-dan, người tỏ ra không đồng ý với Bruce vì đã hạ thấp Karate. Bruce đòi hỏi một trận tái đấu và thua một lần nữa, nhưng anh ta không ngừng thử thách Yamamoto.
Blair tái xuất hiện trong cuộc đời của Bruce. Anh cũng ghi danh tại trường Bruce và trở thành một trợ thủ giúp Bruce cải tiến bằng cách thúc giục giáo sư Dan Inosanto, một chuyên gia về kỹ thuật võ thuật của anh, gặp Bruce. Inosanto trở thành một trong những người bạn thân nhất của Bruce cũng như cố vấn thường xuyên của ông về võ thuật. Wally Jay, một bậc thầy jujitsu, quan tâm đến Bruce. Ông thách thức Wally Jay để tìm hiểu thêm về kỹ thuật jujitsu. Vào cuối trận đấu, rõ ràng Bruce sẽ giành chiến thắng, nhưng ông chọn để cho cuộc đấu tay đôi trong một trận hòa để Wally Jay có thể giữ uy tín của mình. Điều này kiếm được sự tôn trọng từ Wally Jay và hai sự trao đổi kiến thức về võ thuật.
Tin rằng chỉ khi chiến đấu với những bậc thầy võ thuật khác mới có thể cải thiện được phong cách của mình, Bruce viết một tấm biển hiệu tại cổng trường mình với một tuyên bố đầy thách thức: "Không kể thời gian, nơi chốn hoặc con người, nếu tôi bị thách thức, tôi sẽ ở đó -Bruce Lee. " Việc trưng bày sự kiêu ngạo của ông khiến cộng đồng võ thuật tức giận và họ đã gửi Yamamoto để đánh bại Bruce một lần và mãi mãi. Tuy nhiên, bây giờ được trang bị các kỹ thuật mới từ jujitsu và lời khuyên khôn ngoan từ Inosanto, Bruce đánh bại Yamamoto.
Yamamoto cuối cùng đồng ý dạy Bruce một số karate của mình để đổi lấy những bài học về Kung Fu của Bruce. Bruce dạy mọi thứ anh ta biết với Yamamoto, ngay cả khi anh ta biết rằng người trước kia đã không làm như vậy. Thương vụ này thực sự là một mưu mẹo cho Yamamoto, cho phép một võ sĩ khác tên là Eddie Parker học tất cả các sở trường của Bruce. Ed Parker sau đó chiến đấu với Bruce và sử dụng Nhất Thốn Quyền của Bruce để đánh bại anh ta. Bruce kết thúc trong một bệnh viện do thương tích của mình. Eddie Parker cảm thấy tội lỗi vì điều này sau đó, nhận ra rằng những gì ông làm là không đúng. Anh đến thăm Bruce trong bệnh viện và chính thức xin lỗi. Ed cũng trao 20 năm kinh nghiệm về karate cho Bruce, Bruce vui lòng sử dụng để mở rộng các lý thuyết võ thuật của mình.
Mẹ của Linda gặp Bruce, và rõ ràng là cô ấy không thích cậu ấy. Cô ấy yêu cầu Linda chia tay với Bruce, nhưng Linda từ chối và bỏ nhà của họ. Mẹ cô bị đau tim. Bruce yêu cầu Linda đến thăm mẹ cô bất chấp sự khác biệt của họ. Anh ta đi cùng Linda đến bệnh viện và đã nhận được sự chấp thuận của Linda.
Bruce tham gia cuộc thi Karate California và đánh bại nhà vô địch ba lần, Hoffman. Sau trận đấu, Hoffman tiếp cận Bruce và họ dạy cho nhau. Hoffman cũng nói chuyện với Bruce về việc chuyển trường học Kung Fu của mình đến Oakland, nơi mà Hoffman nghĩ rằng nó sẽ thu hút nhiều sinh viên hơn và chú ý hơn. Bruce đồng ý và quyết định đi đến Oakland ngay lập tức, để mất tinh thần của bạn bè của mình. Anh ta bỏ học và chào tạm biệt Professor Kane. Linda trở nên giận dữ với anh vì đã không thảo luận chuyện này với cô. Bruce yêu cầu cô kết hôn với anh ta nhưng Linda từ chối. Cuộc cãi nhau kết thúc vào ngày hôm sau khi Linda nhận ra cô ấy yêu Bruce đến mức nào và đồng ý kết hôn với anh ta. Bruce kết hôn ngay lập tức. Họ có một đám cưới ngoài trời, với sự tham dự của những người bạn thân nhất và mẹ của Linda. Linda cũng quyết định rời trường. Cô sớm mang thai đứa con đầu lòng, Brandon.

### Phần bốn: Oakland
Bruce mua nhà cho anh ta và Linda và mở một trường Kung Fu lớn hơn với sự giúp đỡ của bạn bè Jesse, Kimura và chú Shao. Tuy nhiên, tiền thuê quá đắt đối với Bruce, nên chú Shao quyết định cho anh ta mượn tiền.
Trong khi đó, các bậc thầy kung fu ở Mỹ lại tức giận vì Bruce đã đưa ra một trường phái võ thuật mà không tiếp cận Master Wang, chủ tịch Hiệp hội Võ thuật Trung Quốc ở California. Trên hết, Bruce cũng dạy nhiều học sinh không phải là Trung Quốc, mà bị nghiêm cấm trong số người Trung Quốc. Các thạc sĩ thách thức Bruce để một trận đấu chính thức chống lại Yellow Brat. Nếu anh ta thua, Bruce hoặc là đóng cửa trường học của mình hoặc ngừng giảng dạy những người không phải là Trung Quốc. Nhưng nếu anh ta thắng, Bruce sẽ được phép tiếp tục điều hành trường học của mình bất cứ cách nào anh ta muốn. Cả hai chiến đấu dữ dội chống lại nhau, nhưng trận chiến đã bị gián đoạn khi Linda bất ngờ lao vào. Trận đấu đã kết thúc, và Yellow Brat cho phép Bruce 15 ngày trước khi họ phải đấu lại.
Lý Tiểu Long trở về Hồng Kông sau khi nhận được tin tức tồi tệ rằng cha anh đã chết. Anh trở lại Mỹ để thi đấu với Yellow Brat. Thạc sĩ Wang, nhìn thấy trận đấu sắp kết thúc không thể tránh khỏi, tuyên bố Bruce là người chiến thắng. Điều này nức nở Yellow Brat, và trong một sự giận dữ, đánh mạnh Bruce từ phía sau với một miếng gỗ lớn. Điều này làm Bruce bị thương nghiêm trọng và làm tê liệt anh ta từ thắt lưng xuống. Bác sĩ nói với anh ta rằng anh ta không bao giờ có thể đi lại được, hãy để một mình luyện võ thuật. Ngạc nhiên bởi tin này, Bruce trở nên trầm cảm và thu hồi, tuyên bố rằng anh ta sẽ chết hơn là không thể thực hành Kung Fu của mình. Tuy nhiên, những lời nói nghiêm khắc và đáng khích lệ từ Linda làm cho anh ta trở nên quyết tâm đi bộ một lần nữa ngay cả khi biết rằng sẽ cần một phép lạ để chữa lành anh ta. Thạc sỹ Wang thăm Bruce cùng với các bậc thầy khác của Kung Fu. Cùng nhau, tất cả đều xin lỗi vì những gì Yellow Brat đã làm và quì xuống cầu xin sự tha thứ của Bruce. Lý Tiểu Long đề nghị tất cả họ phải đứng lên, nói rằng thay vì chiến đấu với nhau, người Trung Quốc phải thống nhất. Những lời của anh đã làm anh ta tôn trọng sâu sắc từ các bậc thầy, đặc biệt là từ Wang.
Chứng mất trí của anh ta khiến Bruce chỉ có thể đi xe lăn. Không thể dạy nữa, anh ta ra lệnh cho bạn bè đóng cửa trường, và họ miễn cưỡng bắt buộc. Với sự trợ giúp của Linda, Bruce viết một cuốn sách về các lý thuyết võ thuật của mình. Linda quyết định mang Brandon về nhà, người đã ở lại với mẹ kể từ khi Bruce bị thương lưng. Cô làm cho Brandon đứng vững và nói với anh ta đi bộ đến Bruce. Đối với nỗi kinh hoàng của Bruce, Brandon bắt đầu ngã. Nhờ sự sợ hãi cho con trai của mình, Bruce phản ứng lại với Brandon, và, với sự ngạc nhiên của Linda và của mình, đã có thể đứng lên. Bruce từ từ lấy lại sức mạnh của mình và bắt đầu tập luyện lại. Cùng với Bác Shao và Kimura, anh quyết định gọi môn võ đó là "Triệt Quyền Đạo". Họ mở lại trường học Kung Fu, và tin tức về sự phục hồi kỳ diệu của Bruce lôi kéo nhiều người trở thành học sinh của mình. Bruce cũng quyết định tham gia giải vô địch Karate quốc gia. Inosanto nói với anh rằng các đối thủ duy nhất của Lý Tiểu Long trong cuộc thi là Rolex, nhà vô địch bảo vệ và Piao Zhengyi, một thiên tài taekwondo. Biết rằng các kỹ năng hiện tại của Bruce không đủ để đánh bại Rolex, Inosanto tư vấn cho Bruce thề với Piao và trao đổi kỹ thuật với anh ta. Rolex, mặt khác, được Ed Parker, Yamamoto và Wally Jay hỗ trợ.
Hai người cuối cùng đã gặp nhau trong trận đấu vô địch. Vì Bruce và Rolex hầu như đều có tay nghề, trận đánh rất khó cho cả hai. Rolex đã chứng tỏ là một đối thủ đáng gờm, nhưng Bruce chiếm ưu thế cuối cùng. Sự nổi tiếng của Lý Tiểu Long trong thế giới võ thuật gợi lên sự quan tâm của George, nhà sản xuất Hollywood. Anh nói chuyện với Bruce về việc làm một bộ phim với Bruce và Jeet Kune Do của anh. Bruce rất vui mừng về khái niệm này, vì ông cảm thấy rằng đã đến lúc thay đổi những bức chân dung lở mồm của người dân ông trong phim. Ông xem phim là phương tiện thông qua đó thế giới sẽ thay đổi ấn tượng của họ về Trung Quốc.

### Phần năm: Hollywood
Bruce quyết định theo đuổi Hollywood. Để làm như vậy, ông rời Oakland và chuyển đến Los Angeles với Linda và Brandon. Anh ta cũng quyết định rời khỏi trường Kung Fu để Kimura và chú Chao.
George, Bruce và nhà biên kịch Robert suy nghĩ về cốt truyện của bộ phim, sau đó họ gọi là Kung Fu. George của ông chủ William nhìn thấy tiềm năng rất lớn trong bộ phim; tuy nhiên, ông không tin rằng một người đàn ông Trung Quốc như Bruce nên dẫn đầu. Nếu không có kiến thức của George, William sắp xếp cho diễn viên Hollywood Robert Douglas được dạy bởi Kensington Bruce, để có thể trở thành diễn viên chính cho bộ phim. Bruce và George tìm hiểu ý định của William. Bruce rất tức giận vì sự lừa dối mà thậm chí ông còn cáo buộc George đang bị lừa dối. Tuy nhiên, Bruce từ chối trở lại Oakland, và kiếm sống bằng cách huấn luyện nhân viên cảnh sát Los Angeles thay thế.
Bruce đi đến Hồng Kông với Linda và Brandon. Anh ta thăm viếng Master Yi, người mà hóa ra là bị xúc phạm khi Bruce tạo ra Jeet Kune Do. Ông cảm thấy Bruce đã kiêu ngạo và thiếu tôn trọng. Bruce đảm bảo với Master Yi rằng Jeet Kune Do là một phong cách thực tế của chiến đấu, nó còn nợ nhiều đến Yong Chun Chuan của Master Yi.
George một lần nữa lại đến Bruce với một dự án truyền hình. Vẫn còn cảnh giác về một sự lừa dối khác, Bruce gặp George với sự hoài nghi. Tuy nhiên, George cho anh ta một hợp đồng và tiền cọc 2000 USD. Điều này loại bỏ nghi ngờ của Lý Tiểu Long và anh đồng ý làm việc cho bộ phim truyền hình The Green Hornet như Kato. The Green Hornet biến thành một loạt hit và mùa thứ hai được hứa, nhưng ông William quyết định ngừng chương trình.
Vẫn quyết tâm để cho ngôi sao Bruce trong một bộ phim, George thuyết phục Bruce làm việc trong bộ phim Silent Flute. Giống như những ý tưởng trong quá khứ, Silent Flute sẽ có tính năng kung fu. Ông William cho phép George cho phép làm phim, với điều kiện là nó sẽ được quay ở Ấn Độ. George và Bruce cố gắng thỏa mãn thuật ngữ này; tuy nhiên, họ không thể tìm thấy các vị trí dán phù hợp ở Ấn Độ. George nói với William về tình trạng khó xử của họ, và ông William thú nhận sự thật: ông đã gửi 800.000 đô la cho Ấn Độ mà ông chỉ có thể sử dụng ở Ấn Độ. Lý do duy nhất anh ấy đồng ý làm phim là vì thế tiền sẽ không bị lãng phí. Ông William sau đó cho họ lựa chọn quay phim ở Ấn Độ, hoặc hủy hoàn toàn dự án. Bruce từ chối thỏa hiệp, và bộ phim bị hủy bỏ.

### Phần sáu: Trở thành nổi tiếng tại Hồng Kông
Tuy nhiên, ngành công nghiệp điện ảnh vẫn chưa hoàn toàn đóng cửa Bruce. Công ty phim Hồng Kông Golden Harvest tìm kiếm anh ta với một dự án phim, The Big Boss. Chủ tịch công ty, ông Chow, đã nhìn thấy Lý Tiểu Long là cách để cứu Golden Harvest khỏi bị phá sản. Họ đi đến Thái Lan, địa điểm chụp ảnh cho bộ phim. Trong khi bộ phim đang được thực hiện, võ sĩ quyền Anh Thái Lan King Charles gửi Bruce một lá thư thách thức. Bruce vui vẻ chấp nhận thử thách nhưng dành thời gian để học về môn quyền anh Thái. Ông cũng nói với King Charles rằng cuộc đấu của họ sẽ được quay, và nếu Bruce giành chiến thắng, ông sẽ sử dụng các cảnh trong The Big Boss. Anh ta và Charles Charles chiến đấu, và Bruce thắng. Ngoài các cảnh quay của cuộc chiến, vua Charles cũng dạy cho Bruce về bí mật của kỹ thuật đầu gối tàn bạo của ông: giày sắt nặng, trong đó ông cho Bruce một cặp.
Big Boss trở thành sự thành công về doanh thu phòng vé và Bruce trở thành một ngôi sao điện ảnh nổi tiếng và được tìm kiếm ở Hồng Kông và các nước Châu Á lân cận khác. Mặc dù nhận được những lời đề nghị khác từ các công ty khác, Bruce quyết định ở lại với Golden Harvest, để giúp đỡ và đánh giá cao ông Chow. Ông Chow cho Bruce một căn nhà trang trí đầy đủ như một món quà, và Linda đến Hồng Kông cùng với Brandon và Shannon để sống với Bruce.
Bruce bắt đầu làm việc cho bộ phim thứ hai của mình, Fist of Fury, nhưng yêu cầu trước rằng anh ta được trao quyền mà giám đốc có. Ông Chow bắt buộc, nhưng sự sắp xếp này gây ra một số ma sát giữa Bruce và giám đốc bộ phim, Giám đốc Hồ.
Bruce đã làm việc không ngớt trên kịch bản của Way of the Dragon, một bộ phim mà ông dự định sẽ chỉ đạo. Ông Chow do dự, để cho Bruce viết và chỉ đạo bộ phim của mình, nhưng những nghi ngờ của ông đã biến mất khi đọc kịch bản của Bruce. Ông Chow cũng gợi ý rằng Bruce bắt đầu công ty sản xuất của mình dưới quyền Golden Harvest. Bằng cách này, Bruce sẽ có thể hoàn thành tất cả các tầm nhìn của mình. Bruce đồng ý và bắt đầu sản xuất Way of the Dragon.

### Phần bảy: Danh tiếng trên Thế giới và Cái chết
Sự thành công của Way of the Dragon vượt xa những bộ phim trước của Bruce, đẩy anh trở thành ngôi sao quốc tế. Hollywood nghe thấy thành công của ông ở Châu Á. Ông William, nhận ra sai lầm của mình trong việc không theo đuổi Bruce trước, gửi George để đưa cho Bruce một bộ phim Blood and Steel. Cẩn thận với khả năng bị lừa dối, ngoài việc anh ta đang thực hiện bộ phim Game of Death, Bruce từ chối lúc đầu. Bruce nói chuyện với ông Chow, người sau đó đảm bảo với ông rằng ông có thể làm việc với Hollywood. Ông khuyên Bruce đại diện cho Golden Harvest để dự án sẽ trở thành một dự án chung giữa họ và Hollywood. Bruce chấp nhận lời đề nghị và hoãn việc sản xuất Game of Death để làm việc với Hollywood. Ông sau đó thay đổi tên phim của Blood and Steel vào Nhập Rồng. Ở giữa làm phim, Lý Tiểu Long sụp đổ do bị làm việc quá sức đã được đưa đến bệnh viện.
Một loạt các cuộc gọi quấy rối vào giữa đêm bắt đầu xảy ra trong gia đình Lee, khiến cho Linda tức giận. Trong khi đó, vẫn còn nằm trong bệnh viện để khám xa hơn, Bruce trở nên buồn chán và quyết định về nhà mặc lời khuyên của bác sĩ. Sau đó ông nhận được một cuộc gọi từ Ah Lin nói rằng Master Yi đã chết. Bruce theo dõi nhưng không đi tang lễ. Anh ta đến mộ của Sư Phụ sau đó, bày tỏ sự sợ hãi của mình khi Master Yi tức giận vì đã tạo ra Jeet Kune Do.
Có lẽ bị ảnh hưởng bởi cái chết của Master Yi, Bruce mua một chính sách bảo hiểm nhân thọ. Sau đó anh quay lại sản xuất bộ phim Game of Death của anh. Đầu của anh ấy đau nhói, nhưng anh ấy không chịu nghỉ ngơi, khiến Linda sợ hãi cho sức khoẻ của anh.
Sau đó người ta tiết lộ rằng đó là Yellow Brat đã quấy rối Linda bằng những cuộc điện thoại muộn. Anh ta thách thức Bruce đến cuộc chiến nào khác. Linda và Bruce nói về cuộc thách thức của Hoàng tử vàng. Linda chống lại nó, nhưng Bruce cho rằng Yellow Brat sẽ tiếp tục quấy rối họ nếu Bruce không chấp nhận thách thức.
Linda, Kimura, Giáo sư Inosanto, cùng với anh em của Bruce từ Yong Chun Chuan phục vụ như những khán giả trong cuộc chiến. Bruce đánh bại Brat Vàng nhưng không đạt được một cú đánh nào. Cảnh kết thúc với Linda đưa khăn cho Yellow Brat. Màu vàng Brat chấp nhận chiếc khăn và dường như có sự thay đổi tình.
Bruce sau đó thăm nhà của Tiểu Mãn và đi đến một cuộc họp với cô và ông Chow để thảo luận về dự án sắp tới của họ. Trong khi đó, Linda lo lắng đợi Bruce về nhà. Bruce bị cơn đau đầu khác và phàn nàn về chóng mặt, vì vậy anh đã được đặt nằm trên một chiếc ghế dài. Tiểu Mãn cho anh ta một thuốc giảm đau và anh ta ngủ thiếp đi. Anh ta không lấy lại ý thức và do đó được đưa đến bệnh viện, nơi anh ta được tuyên bố là đã chết.
Phần cuối cùng của tập phim có các bài viết trên báo ban đầu, cũng như cảnh quay cũ về cuộc tang thương của Lý Tiểu Long trên toàn quốc. Mộ Bruce được thăm dò bởi bạn của Linda và Bruce. Một giọng nói cho thấy Bruce Lee đã có ảnh hưởng lớn đến quan điểm của thế giới về Trung Quốc và Kung Fu của họ, cùng với những đóng góp của ông đối với phim Kung Fu. Tập phim kết thúc bằng một giọng nhẹ nhàng thì thầm: "Shh... đừng đánh thức anh ta."

## Công chiếu
- Brazil: "Bruce Lee - A Lenda" đã bắt đầu phát sóng trên Rede CNT vào ngày 2 tháng 5 năm 2011.
- Ý: "La Leggenda di Bruce Lee" đã bắt đầu phát sóng trên RAI 4 từ ngày 4 tháng 4.
- Hoa Kỳ: bắt đầu phát sóng trên KTSF vào các ngày cuối tuần lúc 9:00 chiều từ tháng 4 năm 2009.
- Việt Nam: Phát sóng đầu tiên trên đài PTTH An Giang (logo cũ THAG) và đài TH Cần Thơ (CCTV1 nay đã sáp nhập vào kênh VTV9). Liền  sau đó, cũng trong năm 2008 được đài TH Vĩnh Long (THVL1) phát sóng lúc 17h hằng ngày. Các đài khác: HTV2 và DN1-RTV (năm 2009),...

```
với tên dịch Huyền thoại Lý Tiểu Long.
```

- Hàn Quốc: 이소룡 전기 đã bắt đầu phát sóng trên SBS từ tháng 5 năm 2009.
- Nhật Bản: ブ ル ー ス リ ー 伝 説 bắt đầu phát sóng trên BS NTV từ ngày 3 tháng 10 năm 2009. Album này đã được VAP phát hành trên DVD vào năm 2010.
- Canada: Legend of Bruce Lee bắt đầu phát sóng trên Fairchild Television vào ngày 15 tháng 3 năm 2010.
- Hong Kong: bắt đầu phát sóng trên ATV Home vào ngày 14 tháng 5 năm 2010 nhưng với các tập phim giảm từ 45 phút xuống còn 30 phút. Bốn phần đầu tiên bao gồm các cuộc phỏng vấn với Danny Chan vào đầu mỗi tập. Ngoài ra, chủ đề mở đầu đã được thay thế bằng chủ đề kết thúc và ngược lại.
- Philippines: Bắt đầu phát sóng trên Q trên 28 tháng 6 năm 2010 thay thế Thần tượng Thế giới: Super Junior
- Đài Loan: Bắt đầu phát sóng trên TTV vào ngày 27 tháng 9 năm 2010.
- Venezuela: "La Leyenda de Bruce Lee" bắt đầu phát sóng trên Televen vào ngày 15 tháng 10 năm 2012
- Netflix ở Anh. Tất cả 50 tập trên Netflix ở Anh  Ngoài ra, tại Hoa Kỳ, Lions Gate Entertainment đã chỉnh sửa bộ truyện thành một bộ phim dài 183 phút và phát hành nó trên DVD vào ngày 21 tháng 9 năm 2010.

## Diễn viên
| Diễn viên            | Vai diễn                           |
| Trần Quốc Khôn       | Lý Tiểu Long                       |
| Michelle Lang        | Linda Lee Cadwell                  |
| Vương Lạc Dũng       | Thiệu Như Hải (Thiệu Hán Sinh)     |
| Lưu Đằng Viễn        | Taky Kimura (Mộc Thôn Tiên Sinh)   |
| Lý Uyên              | Hoàng Bì Tiểu Tử (Hoàng Trạch Dân) |
| Vu Thừa Huệ          | Diệp Vấn                           |
| Châu Châu            | Lý Hải Tuyền                       |
| Cái Khắc             | Hà Ái Du                           |
| Biên Tiêu Tiêu       | Tần Tiểu Mạn                       |
| Tôn Kiện Khôi        | Vương Vân Sinh                     |
| Ray Park             | Rolex (Chuck Norris)               |
| Michael Jai White    | Harrison (Muhammad Ali)            |
| Mark Dacascos        | King Charles                       |
| Gary Daniels         | Elliott                            |
| Tim Storms           | Wally Jay                          |
| Yannick Van Dam      | Hoffman (Robert Wall)              |
| Giulio Taccon        | Lý Quốc Hào                        |
| Gai Ke               | Mrs. Lee                           |
| Kim Eun-Kyung        | Qin Xiaoman                        |
| Hazen Lake MacIntyre | George                             |
| Ted E. Duran         | Blair                              |
| Natalia Dzyublo      | Jones                              |
| Traci Ann Wolfe      | Julianna                           |
| Eric Chen            | Wong Shun Leung                    |
| Ning Li              | Dan Inosanto                       |
| Gao Daowei           | Xu Wenhuai (Raymond Chow)          |
| Trương Lỗi           | Hoàng Lê (La Duy)                  |
| Jia Meiying          | Xu Diya (Ruby Chow)                |
| Lin Yumiao           | Ah Lin                             |
| Luc Bendza           | Jesse Glover                       |
| Ernest Miller        | Earnie Shavers                     |
| Leslie H. Collins    | William Dozier                     |
| Vương Công Nhất      | Lý Trung Sâm                       |
| Cheng Yu             | Wang Lichao                        |